# Amalda oblonga
Amalda oblonga is een slakkensoort uit de familie van de Ancillariidae. De wetenschappelijke naam van de soort is voor het eerst geldig gepubliceerd in 1830 door G.B. Sowerby I.